# Quarante-neuvième circonscription de la Seine
La Quarante-neuvième circonscription de la Seine est l'une des neuf circonscriptions législatives que compte le département français de la Seine, situé en région Île-de-France.

## Description géographique
La Quarante-neuvième circonscription de la Seine était composée de :
- canton de Charenton-le-Pont[2]

## Description historique et politique

### Historique des députations[3]
| Législature | Début de mandat | Fin de mandat  | Député        | Parti politique | Observations                                                                             |
| ----------- | --------------- | -------------- | ------------- | --------------- | ---------------------------------------------------------------------------------------- |
| Ire         | 9 décembre 1958 | 9 octobre 1962 | Michel Peytel | UNR             | Mandat écourté à la suite d'une dissolution parlementaire décidée par Charles de Gaulle. |
| IIe         | 6 décembre 1962 | 2 avril 1967   | Raoul Bleuse  | PSU             |                                                                                          |

## Historique des élections

### Élections de 1958[3]
| Candidat       | Candidat                  | Parti          | Premier tour | Premier tour | Second tour | Second tour |  |
| Candidat       | Candidat                  | Parti          | Voix         | %            | Voix        | %           |  |
| -------------- | ------------------------- | -------------- | ------------ | ------------ | ----------- | ----------- |  |
|                | Alfred Malleret-Joinville | PCF            | 14 538       | 26,56        | 18 729      | 35,87       |  |
|                | Michel Peytel élu         | UNR            | 12 130       | 22,16        | 33 448      | 64,06       |  |
|                | Henri Guérin              | CR             | 11 980       | 21,89        | Retrait     | Retrait     |  |
|                | Raoul Bleuse              | UFD            | 5 150        | 9,41         | Retrait     | Retrait     |  |
|                | Joseph Franceschi         | SFIO           | 5 098        | 9,31         | 40          | 0,08        |  |
|                | Roland Bernard-Curtil     | MRP            | 2 943        | 5,38         | Retrait     | Retrait     |  |
|                | Claude Leclercq           | Radsoc         | 2 270        | 4,15         |             |             |  |
|                | André Jam                 | UFF            | 628          | 1,15         |             |             |  |
|                |                           |                |              |              |             |             |  |
| Inscrits       | Inscrits                  | Inscrits       | 68 713       | 100,00       | 68 717      | 100,00      |  |
| Abstentions    | Abstentions               | Abstentions    | 12 637       | 18,39        | 14 512      | 21,12       |  |
| Votants        | Votants                   | Votants        | 56 076       | 81,61        | 54 205      | 78,88       |  |
| Blancs et nuls | Blancs et nuls            | Blancs et nuls | 1 339        | 2,39         | 1 988       | 3,67        |  |
| Exprimés       | Exprimés                  | Exprimés       | 54 737       | 97,61        | 52 217      | 96,33       |  |

Le suppléant de Michel Peytel était Jean Fave.

### Élections de 1962[3]
| Candidat       | Candidat              | Parti          | Premier tour | Premier tour | Second tour | Second tour |  |
| Candidat       | Candidat              | Parti          | Voix         | %            | Voix        | %           |  |
| -------------- | --------------------- | -------------- | ------------ | ------------ | ----------- | ----------- |  |
|                | Michel Peytel sortant | UNR-UDT        | 17 335       | 35,37        | 21 543      | 43,18       |  |
|                | Roland Foucard        | PCF            | 13 958       | 28,48        | Retrait     | Retrait     |  |
|                | Henri Guérin          | CR             | 9 593        | 19,57        | 6 350       | 12,73       |  |
|                | Raoul Bleuse élu      | PSU            | 8 128        | 16,58        | 21 997      | 44,09       |  |
|                |                       |                |              |              |             |             |  |
| Inscrits       | Inscrits              | Inscrits       | 68 002       | 100,00       | 67 956      | 100,00      |  |
| Abstentions    | Abstentions           | Abstentions    | 17 984       | 26,45        | 16 940      | 24,93       |  |
| Votants        | Votants               | Votants        | 50 018       | 73,55        | 51 016      | 75,07       |  |
| Blancs et nuls | Blancs et nuls        | Blancs et nuls | 1 004        | 2,01         | 1 126       | 2,21        |  |
| Exprimés       | Exprimés              | Exprimés       | 49 014       | 97,99        | 49 890      | 97,79       |  |

Le suppléant de Raoul Bleuse était Henri Moulin.